# Jacques d'Arthois

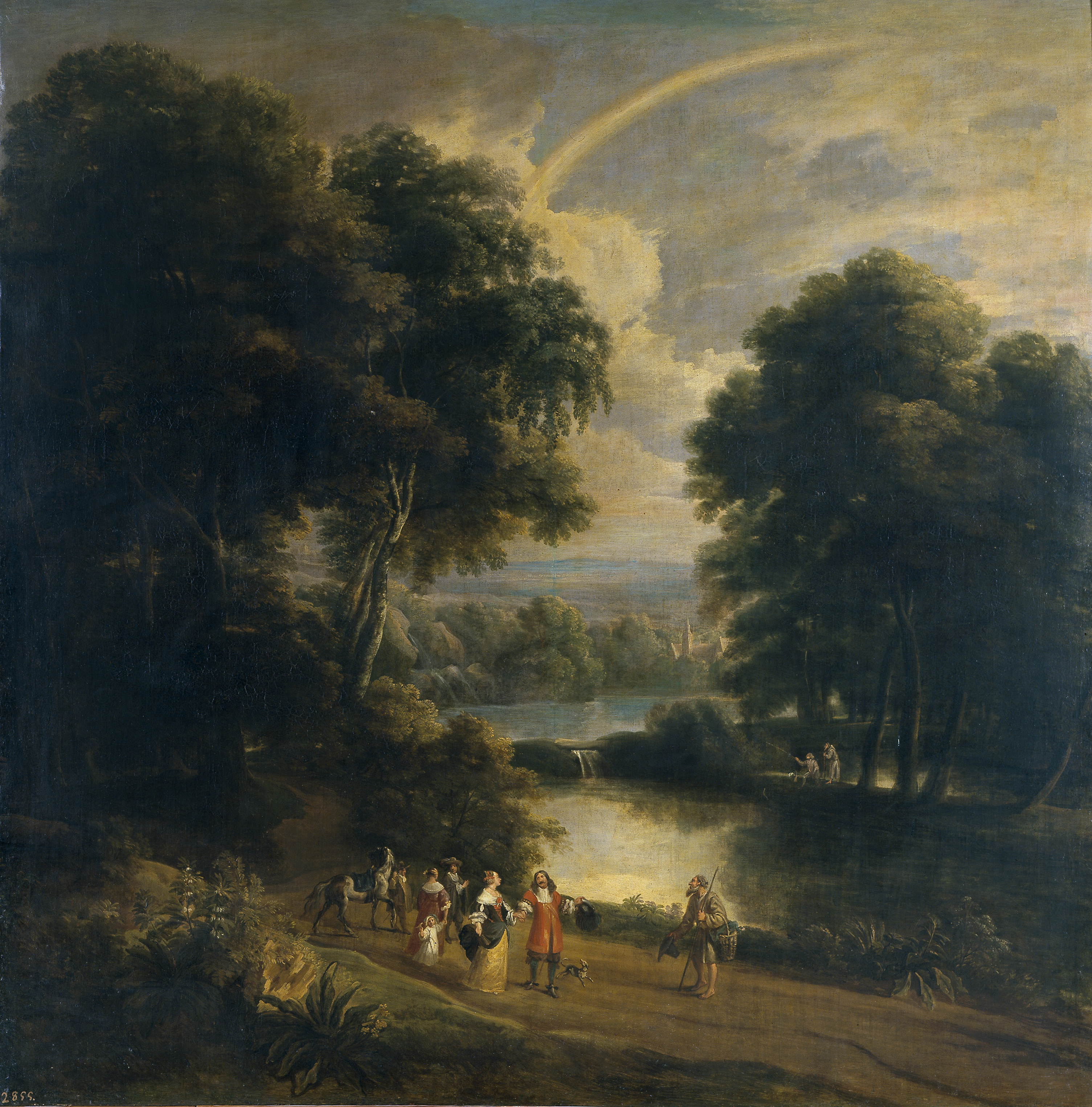
Paisatge a la riba d'un riu, oli sobre llenç, 245 x 242 cm, Madrid, Museu del Prado, procedent de la col·lecció real, inventariat el 1701 en el Palau del Bon Retir amb altres paisatges de Arthois

Jacques d'Arthois (Brussel·les 1613–1686) va ser un pintor barroc flamenc especialitzat en la pintura de paisatges.

## Biografia
Nascut a Brussel·les, va ser batejat el 12 d'octubre de 1613. El gener de 1625 va entrar com a aprenent en el taller de Jan Mertens i el 1634 va ingressar com a mestre al gremi de Sant Lluc de la seva ciutat natal. Entre els seus nombrosos deixebles es troba el seu propi fill, Jean Baptiste. Amb els seus paisatges va aconseguir notable èxit i influència a la ciutat de Brussel·les, de la qual va ser nomenat en 1656 pintor «públic» dels cartrons per a tapissos, si bé, com era habitual, va comptar amb l'ajuda d'altres pintors que li feien les figures, principalment David Teniers II.
El seu punt de partida són els paisatges de Gillis van Coninxloo i Paul Brill, prenent com a referència el bosc de Soignes de manera semblant al seu contemporani Lodewijk de Vadder, però Arthois, en paral·lel a Ruisdael, va concebre els seus paisatges, generalment de gran grandària, amb un dinamisme i monumentalitat plenament barrocs, en el que s'ha vist també el coneixement de l'obra de Rubens.